# Wielka Wieś Kujawska
Wielka Wieś Kujawska – wąskotorowy przystanek osobowy w Nowej Wsi Wielkiej, w gminie Przedecz, w powiecie kolskim, w województwie wielkopolskim, w Polsce. Został wybudowany w 1914 roku przez okupacyjne wojska niemieckie razem z linią kolejową z Boniewa do Krośniewic.